# Janthinea asiatica
Janthinea asiatica är en fjärilsart som beskrevs av Leo Andrejewitsch Sheljuzhko 1955. Janthinea asiatica ingår i släktet Janthinea och familjen nattflyn. Inga underarter finns listade i Catalogue of Life.